# Hippeastrum leucobasis
Hippeastrum leucobasis är en amaryllisväxtart som först beskrevs av Pierfelice Ravenna, och fick sitt nu gällande namn av Dutilh. Hippeastrum leucobasis ingår i släktet amaryllisar, och familjen amaryllisväxter. Inga underarter finns listade i Catalogue of Life.